# Vitor Reis
Vitor de Oliveira Nunes dos Reis (ur. 12 stycznia 2006 w São José dos Campos) – brazylijski piłkarz, występujący na pozycji środkowego obrońcy w angielskim klubie Manchester City. Młodzieżowy reprezentant Brazylii.